# John Wilbye
John Wilbye, także Willoughbye (ochrzczony 7 marca 1574 w Diss w hrabstwie Norfolk, zm. w sierpniu 1628 w Colchesterze) – angielski kompozytor.

## Życiorys
Niewiele wiadomo na temat jego życia. W 1598 roku pozostawał w służbie sir Thomasa Kytsona w Hengrave Hall koło Bury St Edmunds, w tym samym roku drukiem ukazał się jego pierwszy zbiór madrygałów. Z rodziną Kytsonów związany był do śmierci lady Elisabeth Kytson w 1628 roku. Następnie przeniósł się do Colchester, gdzie zamieszkał z córką. Po śmierci został pochowany w miejscowym kościele św. Trójcy.

## Twórczość
Uprawiał niemal wyłącznie wokalną lirykę świecką, opublikowaną w dwóch tomach: The First Set of English Madrigals na 3–6 głosów (Londyn 1598) i Second Set of Madrigals na 3–6 głosów (Londyn 1609). Był najwybitniejszym obok Thomasa Weelkesa angielskim madrygalistą przełomu XVI i XVII wieku, w swojej twórczości kontynuował tradycję zapoczątkowaną przez Thomasa Morleya. Cechami indywidualnymi stylu Wilbyego są oryginalne traktowanie walorów barwowych wielogłosu i posługiwanie się kontrastem trybu jako środkiem służącym projekcji opozycyjnych kategorii emocjonalnych i znaczeń słownych, w roli środka ekspresji stosował kontrast fakturalny.